# Tadashi Nakajima
Tadashi Nakajima (中島正?, Nakajima Tadashi; Prefettura di Kumamoto, 25 giugno 1910 – 22 agosto 1996) è stato un aviatore e militare giapponese, uno dei massimi propugnatori dell'utilizzo dei velivoli kamikaze nel corso della Guerra del Pacifico.

## Biografia
Nacque il 25 giugno 1910 nella prefettura di Kumamoto. Frequentò la Scuola superiore Miike della prefettura di Fukuoka. All'inizio voleva fare il pittore, esponendo i suoi quadri in numerose mostre, ma, su sollecitazione di suo cugino, sostenne l'esame di ammissione all'Accademia Navale (58ª classe) della Marina imperiale giapponese, entrandovi nel 1927. Ottenne il brevetto di ufficiale nel novembre 1930 e fu assegnato al Dai-Nippon Teikoku Rikugun Kōkū Hombu, il servizio aereo della marina. Nell'aprile 1932 fu promosso sottotenente, e nel novembre 1933 fu promosso tenente. Conseguì il brevetto di pilota nella 24ª classe degli allievi piloti presso la Scuola di volo di Omura. Nel novembre 1934 fu assegnato alla portaerei Akagi , nell'ottobre 1935 al Gruppo aereo di Yokosuka, e nel marzo 1936 trasferito a quello di Omura.
Nel dicembre 1936 fu promosso capitano divenendo comandante del reparto di volo della portaerei Kaga. Il 4 settembre 1937 due nuovi caccia imbarcati Mitsubishi A5M Type 96 abbatterono tre Curtiss Hawk cinesi. Questo fu il primo vero risultato in combattimento dello A5M. Nel marzo 1938 fu nominato comandante del reparto di volo del 12º Gruppo aereo. Nel settembre 1938 divenne comandante di volo del Gruppo aereo di Saeki, e nel dicembre dello stesso anno divenne comandante di volo sulla portaerei Ryujo. Nell'ottobre 1939 divenne comandante di volo del 12º Gruppo aereo. Nel luglio 1940 divenne comandante di volo del Gruppo aereo di Omura passando con lo stesso incarico, nel novembre successivo, a quello di Sasebo. Nell'ottobre 1941 fu promosso tenente comandante, e nel mese di novembre 1941 divenne comandante del Gruppo aereo di Omura.

### La guerra del Pacifico
Il 7 dicembre 1941 iniziò la guerra del Pacifico. Nel marzo 1942 divenne comandante del Gruppo aereo di Tainan. Partecipò a numerose battaglie aeree su Bali, Rabaul, Nuova Guinea, Isole Salomone e Guadalcanal. Nel febbraio 1943 divenne comandante di volo del 251 Kōkūtai. Nel giugno 1943 divenne comandante di uno squadron del Gruppo aereo di Yokosuka di base a Iwo Jima.
Nel luglio 1944 fu nominato comandante di volo al 201 Kōkūtai di base a Malabacat. Il 20 ottobre 1944, su insistenza di Takijirō Ōnishi, decise di adottare gli attacchi kamikaze e, man mano che gli attacchi suicidi divenivano regolari, il suo comportamento divenne sempre più sconsiderato e le persone intorno a lui iniziarono ad evitarlo in modo che non potesse compiere attacchi suicidi ogni giorno. Alcuni dicono che l'adozione dell'attacco kamikaze da parte sua potesse essere stato difficile per lui perché non aveva altra scelta se non farlo a causa della sua posizione. Tuttavia Nakajima disse: non sentivo che fosse doloroso. Era un tipo di emozione difficile da spiegare. Disse anche: Non morirò. Tornerò sulla terraferma per preservare il ricordo degli attacchi kamikaze per le generazioni future.
Secondo Kazuo Tsunoda della 201ª Kōkūtai, mentre Nakajima era nella stanza degli ufficiali chiedendo a tutti di effettuare un attacco suicida, il maggiore Kiyokuma Okajima, comandante della 203 Hikotai, si oppose all'idea esclamando che avrebbe portato tutti con sé e sarebbe tornato sulla terraferma, dicendo: L'attacco suicida è malvagio. Sì, dovremmo tornare sulla terraferma, riorganizzarci e combattere una giusta e decisiva battaglia. Non permetterò nemmeno un solo attacco kamikaze dal cielo, e i due ebbero una accesa discussione. Inoltre, quando Nakajima ordinò la distruzione del molo di Tacloban con un attacco suicida, Okajima chiese che l'obiettivo fosse una nave, anche una nave da trasporto vuota, perché sarebbe stato un peccato, ma Nakajima disse urlando: Lo scopo dell'attacco suicida non e nei risultati di guerra. Si tratta della morte. Emanò ordini ai piloti degli aerei kamikaze che dicevano: Non reagire se vieni attaccato dal nemico; agisci come scudo per gli altri aerei kamikaze e procedi prendendoti tutti i proiettili.
Il 27 ottobre 1944, quando il capitano Naoshi Kanno, incaricato di fornire supporto diretto e conferma alla seconda unità kamikaze, venne a riferire sui risultati dell'attacco, Nakajima disse: C'è un malinteso sul fatto che i risultati sono troppo grandi? Sei davvero andato lì e lo hai speronato, o sei stato davvero testimone?. Kanno andò su tutte le furie, estrasse la pistola che portava alla cintura e sparò cinque colpi a terra.
Nel gennaio 1945 divenne vicecomandante del 343 Kōkūtai. Quando arrivò, i piloti erano preoccupati che il 343 Kōkūtai potesse essere utilizzato anche per attacchi kamikaze, ma il capitano Naoshi Kanno, comandante del 301 Hikotai, fece pressioni sul comandante Minoru Genda  affinché trasferisse rapidamente Nakajima. Il 9 marzo fu invitato dal viceammiraglio Matome Ugaki, comandante della 5ª Flotta, per parlare delle lezioni apprese dagli attacchi speciali a Taiwan, e nelle Filippine, ma Ugaki non ne rimase colpito.
Il 31 marzo 1945, Nakajima fu inviato alla 721 Kōkūtai (Unità Jinrai), assegnato alla 5ª Flotta, per addestrare e istruire i piloti negli attacchi speciali. Il 6 aprile, per l'operazione Kikusui n. 1, ordinò ai membri della squadriglia dotata dei Yokosuka MXY7 Ohka e ai membri dello squadriglia da bombardamento della 10ª Flotta aerea di tuffarsi sul ponte delle unità nemiche con un angolo di 45-60 gradi. Nel giugno 1945 divenne vice comandante della 723 Kōkūtai, che effettuò attacchi speciali sui Nakajima C6N Saiun.
La guerra finì nell'agosto del 1945. Pochi giorni dopo la fine del conflitto, un messaggero proveniente da Tokyo visitò Nakajima su richiesta del principe Nobuhito e ricevette l'incarico di costituire un'organizzazione di selezionati ufficiali per proteggere la famiglia imperiale e attendere di nascosto. Dopo essersi consultato con il comandante Takeshi Aoki, scelse circa 10 persone, ma in seguito gli fu chiesto dal colonnello Genda del 721 Kōkūtai, anch'egli coinvolto nell'operazione di protezione del trono imperiale, di unirsi a lui come vice comandante, e quindi sciolse il 723 Kōkūtai unendosi al 343 Kōkūtai.
Nel 1954 entrò a far parte della Kōkū Jieitai. Il 16 luglio 1957 divenne comandante del 2º Stormo, e il 25 novembre 1959 comandante del 1º Stormo. Il 16 settembre 1960 passò al quartier generale del gruppo di addestramento al volo. Andò in pensione come assistente generale dell'aeronautica. Nei suoi ultimi anni, a causa delle cattive condizioni cardiache, trascorreva le sue giornate riposando e producendo ceramiche. Si spense nel 1996.
È coautore di The Divine Wind. Japan's Kamikaze Force in World War II insieme a Rikihei Inoguchi, con il quale ha lanciato attacchi speciali nelle Filippine. Il contenuto di questo libro fu criticato come un tentativo di nascondere la propria responsabilità attribuendo la responsabilità dell'attacco kamikaze all'insistenza di Takijiro Onishi, alla volontà degli stessi piloti kamikaze, glorificando tale tipo di missione.

### Annotazioni
1. ↑  Rimproverò aspramente il soldato Yukio Hanzawa, che aveva ustioni su tutto il viso, dicendo: È sgradevole, torna giù e non mostrare mai più la tua faccia dove posso vederti di nuovo.

### Fonti
1. 1 2  Inoguchi, Nakajima, Pineau 1958, p. X.
2. 1 2 3  Naval Institute.
3. 1 2 3 4 5 6 7  Inoguchi, Nakajima, Pineau 1958, p. IX.
4. ↑  Inoguchi, Nakajima, Pineau 1958, p. 3.
5. ↑  Inoguchi, Nakajima, Pineau 1958, p. 76.
6. ↑  Inoguchi, Nakajima, Pineau 1958, p. 138.
7. ↑  Inoguchi, Nakajima, Pineau 1958, p. XVII.